# Syzeuctus incompletus
Syzeuctus incompletus là một loài tò vò trong họ Ichneumonidae.